# Talsperre La Campañana
Die Talsperre La Campañana (spanisch Presa de La Campañana) ist eine Talsperre mit Wasserkraftwerk in der Gemeinde Carucedo, Provinz León, Spanien. Sie staut den Arroyo del Balén, einen Zufluss des Sil, zu einem Stausee auf. Die Talsperre dient der Stromerzeugung. Sie wurde 1963 fertiggestellt. Das zugehörige Kraftwerk Cornatel (span. Central hidroeléctrica de Cornatel) befindet sich ungefähr 5 km südwestlich der Talsperre am linken Ufer des Sil. Die Talsperre und das Kraftwerk sind im Besitz von Endesa Generacion S.A. und werden auch von Endesa betrieben.

## Absperrbauwerk
Das Absperrbauwerk ist eine Gewichtsstaumauer aus Beton mit einer Höhe von 50 m über der Gründungssohle. Die Mauerkrone liegt auf einer Höhe von 528 m über dem Meeresspiegel. Die Länge der Mauerkrone beträgt 175 m. Das Volumen beträgt 67.000 (bzw. 70.000) m³.
Die Staumauer verfügt sowohl über einen Grundablass als auch über eine Hochwasserentlastung. Über den Grundablass können maximal 9,6 (bzw. 10) m³/s abgeleitet werden, über die Hochwasserentlastung maximal 78 (bzw. 116) m³/s. Das Bemessungshochwasser liegt bei 78 m³/s.

## Stausee
Beim normalen Stauziel von 526 m erstreckt sich der Stausee über eine Fläche von rund 1,07 km² und fasst 14 Mio. m³ Wasser; davon können 13 Mio. m³ genutzt werden.

## Kraftwerk
Das Kraftwerk ging 1963 (bzw. 1964) in Betrieb; seine installierte Leistung beträgt 121,6 (bzw. 122 130,66 130,7 131 oder 140) MW. Jede der beiden Turbinen leistet maximal 61 MW.